# Тенорит
Тенори́т (от имени итальянского ботаника М. Теноре (M. Tenore) (1780—1861); англ. tenorite, нем. Tenorit, фр. tenorite, итал. tenorita) — минерал подкласса простых оксидов, CuO. Кристаллич. структура координационная (плоская прямоугольная координация у ионов Cu, тетраэдрич. — у кислорода).

## Диагностическая карта
- Cu O (оксид меди)
- Сингония моноклинная
- Твердость 3-4
- Удельный вес 6-6,5
- Спайность отсутствует
- Излом от неправильного до полураковистого
- Цвет серый, чёрный
- Цвет в порошке чёрный
- Блеск металлический

Исключительно редко этот минерал представлен в виде сильно удлиненных, игольчатых кристаллов со штриховкой по боковым граням. Иногда встречаются скрученные чешуйки. Наиболее обычны землистые (разн. "мелаконит") и плотные массы. Встречаются хрупкие и лишённые спайности образцы. Окраска изменяется от стально-серой до чёрной. Тенорит непрозрачен, блеск металлический.

## Диагностические признаки
Минерал средней твёрдости, царапается лезвием ножа.

## Происхождение
Встречается преимущественно в зоне окисления сульфидных месторождений меди, где ассоциируется с другими продуктами окисления первичных минералов меди - азуритом, малахитом, купритом. Может иметь также эндогенное происхождение, образуясь в результате возгонки продуктов вулканической деятельности; встречается в лавах Везувия и на Этне.

## Месторождения и применение
В Италии тенорит обнаружен в Боареццо (провинция Варесе) и в Боньянко, Валь-д'Оссола. В Европе он известен в Великобритании, Испании, Франции, Германии и России. В Соединенных Штатах значительные месторождения обнаружены в штатах Калифорния, Орегон, Аризона, Нью-Мексико. Другие важные месторождения находятся в Боливии и Чили. Используется как второстепенный компонент медных руд для получения меди.
В Криворожском железорудном бассейне выявлен в жильной зоне шахты «ЗОТ», где его изучением занимались Б. И. Пирогов и Л. Г Прожогин.